# Shelbi Vaughan
Shelbi Vaughan (Estados Unidos, 24 de agosto de 1994) es una atleta estadounidense especializada en la prueba de lanzamiento de disco, en la que consiguió ser medallista de bronce mundial juvenil en 2011.

## Carrera deportiva
En el Campeonato Mundial Juvenil de Atletismo de 2011 ganó la medalla de bronce en el lanzamiento de disco, llegando hasta los 52.58 metros, tras la cubana Rosalía Vázquez (oro con 53.51 metros) y la china Yan Liang.